# Orleans (Nebraska)
Orleans é uma vila localizada no estado americano de Nebraska, no Condado de Harlan.

## Demografia
Segundo o censo americano de 2000, a sua população era de 425 habitantes.
Em 2006, foi estimada uma população de 378, um decréscimo de 47 (-11.1%).

## Geografia
De acordo com o United States Census Bureau, a localidade tem uma área de 1,6 km², sem área coberta por água. Orleans localiza-se a aproximadamente 613 m acima do nível do mar.

## Localidades na vizinhança
O diagrama seguinte representa as localidades num raio de 20 km ao redor de Orleans.